# Barazijja
Barazijja (arab. برازية) – wieś w Syrii, w muhafazie Aleppo, w dystrykcie Al-Bab. W 2004 roku liczyła 774 mieszkańców.